# إنريكي سانشيز دي ليون
إنريكي سانشيز دي ليون هو سياسي إسباني، ولد في 9 يونيو 1934 في بطليوس في إسبانيا. نشط حزبياً في Extremaduran Regional Action ‏.

## مناصب
- انتخب عضو المحاكم الفرانكوية  [لغات أخرى]‏ خلال فترته النيابية ‏ (11 نوفمبر 1971 – 30 يونيو 1977).
- في الانتخابات العامة الإسبانية 1977 [الإنجليزية]‏، انتخب عضو مجلس النواب الإسباني  [لغات أخرى]‏ عن دائرة بطليوس [الإنجليزية]‏ خلال فترته النيابية  [لغات أخرى]‏ (29 يونيو 1977 – 2 يناير 1979).
- في الانتخابات العمومية الإسبانية 1979 [الإنجليزية]‏، انتخب عضو مجلس النواب الإسباني  [لغات أخرى]‏ عن دائرة بطليوس [الإنجليزية]‏ خلال فترته النيابية  [لغات أخرى]‏ (13 مارس 1979 – 31 أغسطس 1982).
- انتخب .